# Stare Jabłonki
Stare Jabłonki (dawniej niem. Alt Jablonken) – wieś w Polsce, położona w województwie warmińsko-mazurskim, w powiecie ostródzkim, w gminie Ostróda, na Pojezierzu Iławskim, około 11 km od Ostródy, nad jeziorem Szeląg Mały.
W latach 1975–1998 wieś należała administracyjnie do województwa olsztyńskiego.
Okoliczne tereny są atrakcyjne pod względem turystycznym, a sama wieś jest ośrodkiem letniskowym.
| SIMC    | Nazwa         | Rodzaj                |
| ------- | ------------- | --------------------- |
| 0485440 | Jabłonka      | część wsi, do 2024 r. |
| 1047222 | Nowe Jabłonki | część wsi             |
| 0485457 | Zawady Małe   | część wsi, do 2024 r. |
| 0485463 | Żurejny       | część wsi, do 2024 r. |

## Komunikacja i transport

### Transport drogowy
- od północnej strony miejscowość obiega droga krajowa nr 16

### Transport kolejowy
- miejscowość położona jest na trasie linii kolejowej nr 353: Poznań Główny – Żeleznodorożnyj
- stacja kolejowa Stare Jabłonki

### Transport lokalny
Przez miejscowość biegnie kilka lokalnych tras komunikacji autobusowej:
- PKS Ostróda, linia: Nowe Miasto Lubawskie – Olsztyn,
- PKS Ostróda, linia: Lubawa – Olsztyn,
- PKS Olsztyn, linia: Olsztyn – Ostróda,
- PKS Ostróda, linia: Olsztyn – Lidzbark,
- PKS Brodnica, linia: Brodnica – Olsztyn,
- PKS Brodnica, linia: Golub-Dobrzyń – Olsztyn.

### Transport wodny
- przystań wodna na jeziorze Szeląg Mały (początek szlaku wodnego Kanału Elbląskiego)

## Historia
Najstarsze znane wzmianki na temat Starych Jabłonek pochodzą z dokumentu z 1584 roku, wspominane są w dokumentach jako majątek książęcy. W 1619 r. Albrecht Finck otrzymał (wraz z prawem dziedziczenia) od Jana Zygmunta z Lipowa 5 włók na prawie magdeburskich w Starych Jabłonkach. W latach 1628–1675 wspomniane 5 włók należało do Albrechta Fincka, Krzysztofa Fincka oraz mieszczanina ostródzkiego - Jerzego Fahrenholza. Jerzy Fahrenholz sprzedał swoje udziały Krzysztofowi Rostkowi (Krzysztof Roch Jabłoński), w zamian za dostarczanie smoły przez dwa lata i kupowanie piwa i wina.
W 1701 r. nadleśniczy odstawił dwie włoki Janowi Jabłońskiemu i Markowi Rostkowi z siedmioma latami wolnymi od czynszu. Przez cały wiek XVIII we wsi żyła rodzina Rostków: Jan, Krzysztof i jego żona Anna, z domu Kierska. Pod koniec XVIII w. Krzysztof Rostek sprzedał za tysiąc talarów 2,5 włoki Abrahamowi Dondowi. W 1820 r. we wsi było 5 domów z 29 mieszkańców. W 1861 r. w majątki i wsi, obejmujących 534 morgi ziemi, mieszkało łącznie 56 mieszkańców.
W 1925 r. we wsi było 240 mieszkańców. W latach 30. XX w. sosny z okolicznych lasów były bardzo cenione w niemieckim przemyśle lotniczym, a praca przy ich wyrębie była dla wielu mieszkańców miejscowości głównym źródłem utrzymania. Drzewa ze Starych Jabłonek nazywano „sosnami lotniczymi”.
W 1938 r., w ramach akcji germanizacyjnej zmieniono urzędowa nazwę wsi na Altfinken. 16 lipca 1938 r. w miejsce nazwy Alt Jablonken wprowadzono nazwę Altfinken. 12 listopada 1946 r. nadano miejscowości polską nazwę Stare Jabłonki.
W 1939 r. we wsi było 276 mieszkańców. W końcu stycznia 1945 r. w Starych Jabłonkach, na obszarze Zawad Małych, rozstrzelano 120 więźniów konwojowanych z obozu koncentracyjnego Soldau (KL) w Działdowie.

### Demografia
| Dane historyczne                         | Dane historyczne | Dane historyczne |
| Rok                                      | Ludność          | Zm., %           |
| ---------------------------------------- | ---------------- | ---------------- |
| 1933                                     | 259              | –                |
| 1939                                     | 276              | 6,6%             |
| 2006                                     | 700              | 153,6%           |
| Tab. Zmiany ludnościowe Starych Jabłonek |                  |                  |

## Instytucje publiczne
- Ochotnicza Straż Pożarna w Starych Jabłonkach
- kościół parafialny Matki Boskiej Królowej Polski
- Nadleśnictwo Stare Jabłonki

## Turystyka

### Atrakcje turystyczne
- Kanał Elbląski, mający swój początek na jeziorze Szeląg Mały
- tunel między jeziorami Szeląg Mały i Szeląg Wielki
- Rezerwat przyrody Sosny Taborskie
- bunkry w lesie w Starych Jabłonkach, stanowiące początek fortyfikacji Pozycji Olsztyneckiej[10]

### Imprezy cykliczne
- Mazury Open – międzynarodowy turniej siatkówki plażowej z cyklu World Tour (od 2004)
- Festiwal Ryby, Wędki i Muzyki „Sielawa Blues” (od 1998)

## Sport

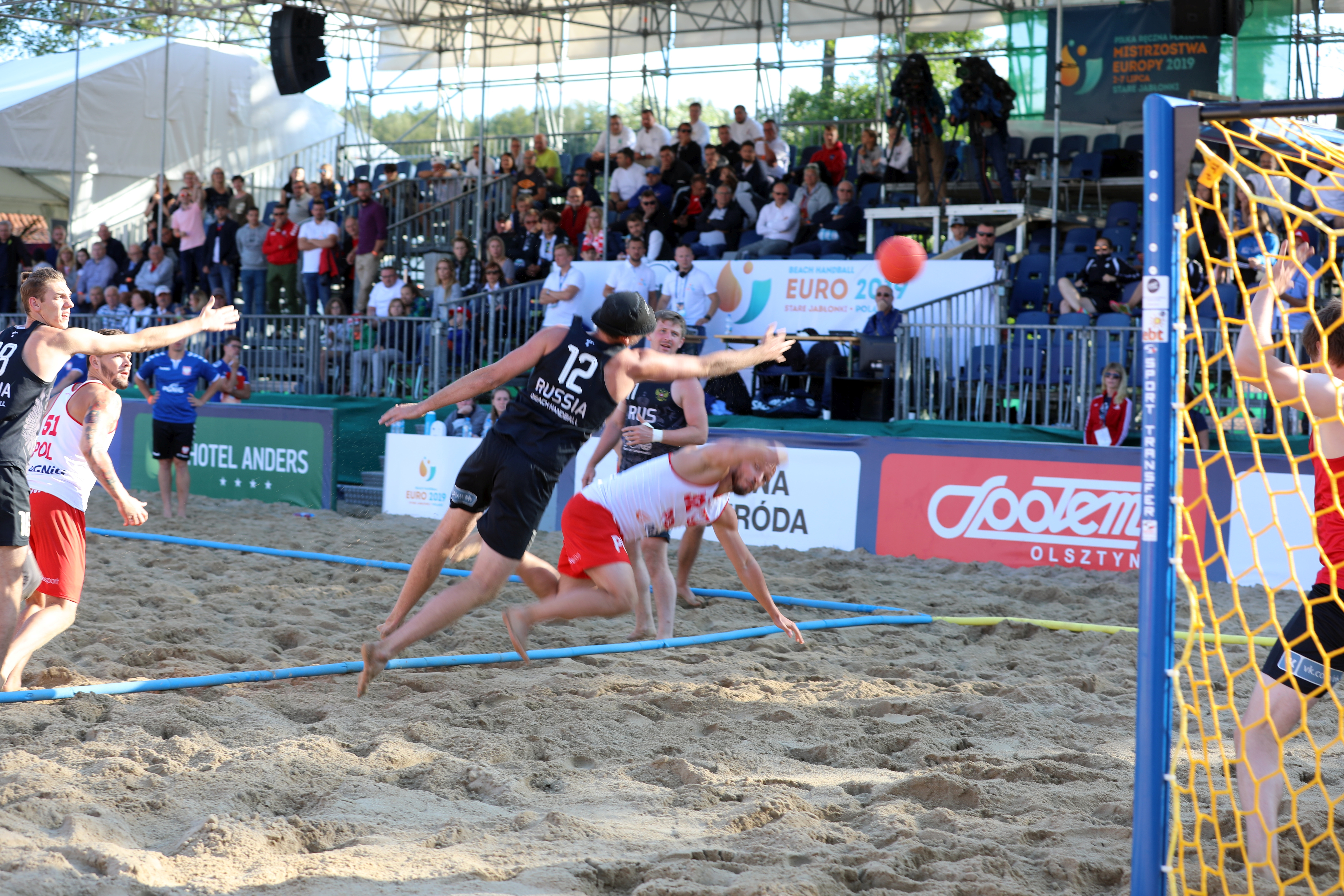
Mistrzostwa Europy w plażowej piłce ręcznej: Półfinały Polska vs Rosja

- Szeląg Stare Jabłonki – piłka nożna

W dniach od 1 do 7 lipca 2013 roku, w Starych Jabłonkach odbyły się 9. w historii mistrzostwa świata w siatkówce plażowej.
W lipcu 2019 roku odbyły się Mistrzostwa Europy w plażowej piłce ręcznej.

## Osoby związane ze Starymi Jabłonkami

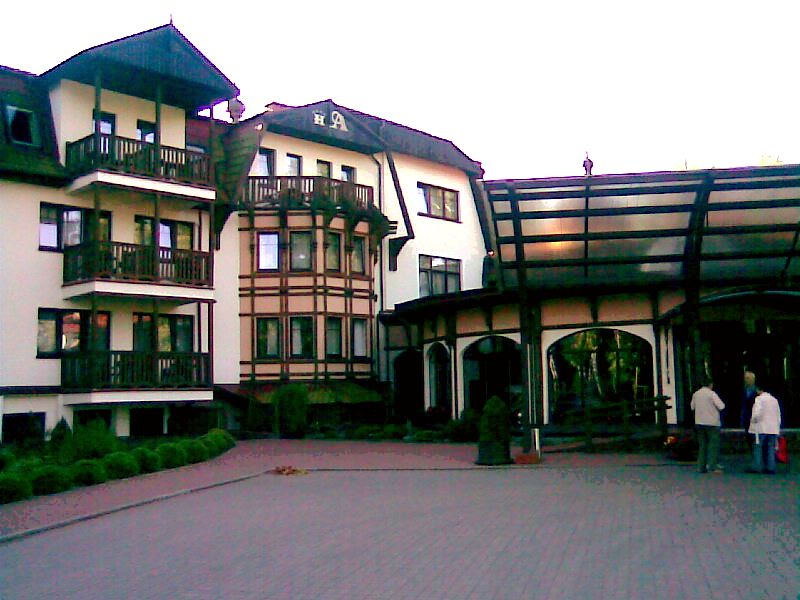
Hotel Anders

- prof. Józef Szarek – wykładowca UWM-u w Olsztynie, członek PAN-u, urodzony w Starych Jabłonkach[11]
- hrabia Anders – niemiecki szlachcic, pierwszy właściciel obszarów, na których obecnie znajduje się Hotel Anders Resort & SPA[12]

## Społeczeństwo
- Stowarzyszenie Przyjaciół Starych Jabłonek[13] – stowarzyszenie promocji i rozwoju wsi Stare Jabłonki.

## Ulice Starych Jabłonek
- Akacjowa
- Błękitna
- Brzozowa
- Kolejowa
- Kościelna
- Ogrodowa
- Olsztyńska (wyjazd na DK 16 w stronę Zawad Małych i Olsztyna)
- Piękna
- Pocztowa (wyjazd na DK 16 w stronę Kątna i Ostródy)
- Polna
- Poprzeczna
- Radosna
- Różana
- Słoneczna Polana
- Sosnowa
- Spacerowa (trasa na Samagowo)
- Sportowa
- Tęczowa
- Turystyczna (trasa na Idzbark)
- Wczasowa